# Gabber Piet
Gabber Piet, de son vrai nom Piet van Dolen (né en 1966) est un chanteur et producteur néerlandais de gabber. Il fait partie de la scène gabber au milieu des années 1990 dont il constitue un temps une figure emblématique, avant de tomber en disgrâce à cause d'une malheureuse parodie, Hakke en Zage.

## Biographie
Au milieu des années 1990, Gabber Piet occupe le cœur de la scène gabber néerlandaise. Il occupe d'abord un poste de chargé de promotion chez ID&T, label spécialisé dans la distribution de compositions gabbers, avec pour sa part la charge des compositions en happy hardcore. Il anime également une émission de télévision sur la chaîne musicale TMF, intitulée TMF Hakkeeh, portant sur la culture gabber et la musique gabber.
Après le succès de la parodie Gabbertje de Hakkûhbar, Gabber Piet décide de surfer sur cette vague et sort sa propre parodie, intitulée Hakke en Zage, au label Bunny Music. Cette compromission le contraint rapidement à quitter la scène gabber. En 1998, il tente un retour, sous le nouveau pseudonyme de Dog Pound, avec ses amis Bass-D and King Matthew, mais qui reste sans lendemain.
Au début de sa période d'activité, Gabber Piet produit des pistes plutôt chantées, à destination des gabbers, mais dans un son apparenté au happy hardcore (appelé gabberpop par rétronymie). En chantant sur ses compositions, il se démarque d'une musique plutôt sans texte et minimale. Par la suite, il tombe dans la caricature et la facilité commerciale. L'artiste est, de fait, exclu de la scène gabber, malgré des excuses. En témoigne sa place au sein du « Hall of Shame » (le « temple de la honte ») sur le site de Thunderdome, alors même qu'il était initialement employé par ID&T.
Hakke en Zage est le titre qui est spontanément associé à Gabber Piet. Il s'agit d'une parodie musicale de gabber, dont le titre fait référence au hakken, style de danse des gabbers. Sur la base musicale rappelant vaguement la ligne mélodique d'un titre gabber, Gabber Piet interprète un texte basé sur le générique de Peppi en Kokki, duo comique néerlandais des années 1970. Le clip vidéo qui accompagne sa sortie ressemble à une « balade d'un gabber dans les bois », où des Sjonnies et des Anitas coupent du bois, tout en hakkant. Ce morceau a été reçu par les gabbers comme offrant une vision ridicule de leur culture, de leur style de musique et de leur style de vie.
Le morceau, sorti en single en 1996, connaît un succès immédiat, arrivant à la deuxième place du Nederlandse Top 40,. Il se trouve ensuite en morceau caché de son album Love The Hardcore, sorti l'année suivante. La piste est accompagnée d'excuses faites aux gabbers, mais l'image de Gabber Piet comme « véritable » gabber en est définitivement ternie.

« Si Hakke en Zage a pu être considéré comme un coup de maître médiatique, il s'agit d'une tragédie émotionnelle pour moi. Personne ne doit me reprocher d'avoir voulu m'en mettre plein les poches. Je peux si je veux faire un concert tous les soirs. Je préfère passer mes soirées à faire des raves. J'espère que les gabbers auront compris que ce n'était rien d'autre qu'une blague. Il s'agissait en fait d'une réponse à d'Hakkûhbar, car ce genre de disque donne une mauvaise image des gabbers. Pas vrai ? Ah oui, il y a aussi les 60 000 singles vendus, auxquels il faut ajouter les 250 000 exemplaires des différentes compilations sur lesquelles c'est apparu. Cela ne fait que montrer à quel point les gens étaient d'accord avec mon point de vue. »

— Gabber Piet
Après sa phase gabber, on retrouve Piet van Dolen entraîneur du club de football amateur OSM '75 à Maarssenbroek en 2014.

## Discographie

### Album studio
- 1997 - Love the Hardcore

### Singles
- 1998 : Bass-D and King Matthew feat. Dogpound - Theme from Dogpound (sous le nom Dogpound)
- 1998 : Bass-D and King Matthew feat. Dogpound - The New Dance (sous le nom Dogpound)

#### Singles classés
| Année | Titre           | Date d'entrée (Nederlandse Top 40) | Meilleure place | Semaines |
| ----- | --------------- | ---------------------------------- | --------------- | -------- |
| 1996  | Hakke en Zage   | 21 décembre 1996                   | 2e              | 11       |
| 1997  | Love U Hardcore | 19 avril 1996                      | 16e             | 6        |